# Tara Snyder
Tara Snyder (Wichita, 26 mei 1977) is een voormalig professioneel tennisspeelster uit de Verenigde Staten. Zij begon met tennis toen zij vijf jaar oud was. Haar favoriete ondergrond is hardcourt. Bij de junioren won zij de enkelspeltitel op de US Open 1995. Zij was actief in het proftennis van 1995 tot en met 2006.
Tara Snyder won één WTA-titel, op het toernooi van Québec in 1998. Zij won een zilveren medaille op de Pan-Amerikaanse Spelen 1999. Op het ITF-circuit won zij vijf enkelspeltitels, plus drie titels in het dubbelspel.
Haar beste prestatie op de grandslamtoernooien is het bereiken van de derde ronde, op de US Open 1999. Haar hoogste positie op de WTA-ranglijst is de 33e plaats, die zij bereikte in november 1998.
Samen met de Zwitserse Emmanuelle Gagliardi houdt zij het record van de tiebreak met de meeste punten (21–19) bij de dames.

## Posities op deWTA-ranglijst enkelspel
Positie per einde seizoen:
| jaartal | rank |  | jaartal | rank |
| ------- | ---- |  | ------- | ---- |
| 2006    | 395  |  | 1999    | 74   |
| 2005    | 316  |  | 1998    | 33   |
| 2004    | 223  |  | 1997    | 113  |
| 2003    | 111  |  | 1996    | 262  |
| 2002    | 171  |  | 1995    | 203  |
| 2001    | 201  |  | 1994    | 842  |
| 2000    | 129  |  |         |      |

## Palmares
| Legenda                | Legenda                  |
| ---------------------- | ------------------------ |
| Grandslamtoernooi      |                          |
| Olympische Spelen      |                          |
| Year-End Championships |                          |
| tot 2009               | 2009 – 2020 / vanaf 2021 |
| Tier I                 | Premier Mandatory        |
| Tier II                | Premier Five / WTA 1000  |
| Tier III               | Premier / WTA 500        |
| Tier IV & V            | International / WTA 250  |
|                        | Challenger / WTA 125     |

### WTA-titel enkelspel
| nr. | datum      | toernooi   | ondergrond | tegenstandster | score         |
| --- | ---------- | ---------- | ---------- | -------------- | ------------- |
| 1.  | 1998-11-01 | WTA Québec | tapijt (i) | Chanda Rubin   | 4-6, 6-4, 7-6 |

## Prestatietabellen Grand slam
| Legenda | Legenda                          |
| ------- | -------------------------------- |
| g.t.    | geen toernooi gehouden           |
| l.c.    | lagere categorie                 |
| –       | niet deelgenomen                 |
| G       | uitgeschakeld in de groepsfase   |
| 1R      | uitgeschakeld in de eerste ronde |
| 2R      | uitgeschakeld in de tweede ronde |
| 3R      | uitgeschakeld in de derde ronde  |
| 4R      | uitgeschakeld in de vierde ronde |
| KF      | uitgeschakeld in de kwartfinale  |
| HF      | uitgeschakeld in de halve finale |
| F       | de finale verloren               |
| W       | het toernooi gewonnen            |
| w-v     | winst/verlies-balans             |

### Enkelspel
| Toernooi        | 1997 | 1998 | 1999 | 2000 |    | 2004 |
| --------------- | ---- | ---- | ---- | ---- | -- | ---- |
| Australian Open | –    | 2R   | 1R   | 1R   | 1R |      |
| Roland Garros   | –    | 2R   | 1R   | 1R   | 1R |      |
| Wimbledon       | –    | 2R   | 2R   | 1R   | 1R |      |
| US Open         | 2R   | 2R   | 3R   | 1R   | –  |      |

### Vrouwendubbelspel
| Toernooi        | 1998 | 1999 | 2000 |
| --------------- | ---- | ---- | ---- |
| Australian Open | –    | –    | 2R   |
| Roland Garros   | –    | –    | –    |
| Wimbledon       | –    | –    | 1R   |
| US Open         | 1R   | 1R   | 2R   |

### Gemengd dubbelspel
| Toernooi        | 1999 | 2000 |
| --------------- | ---- | ---- |
| Australian Open | –    | –    |
| Roland Garros   | –    | –    |
| Wimbledon       | –    | 1R   |
| US Open         | 1R   | –    |